# Taubenturm Manoir de Pont-Couennec

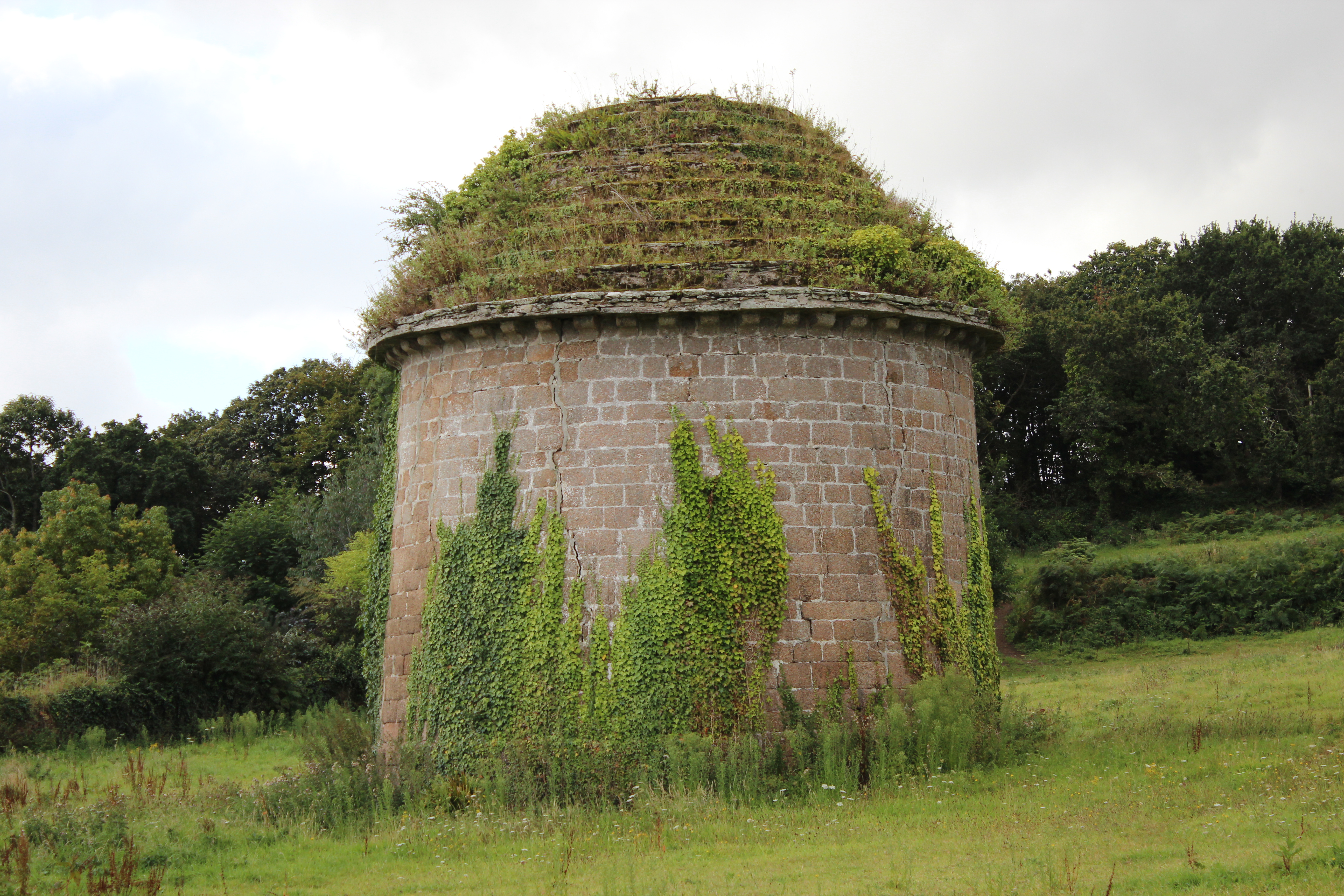
Taubenturm in Perros-Guirec

Der Taubenturm (französisch colombier oder pigeonnier) des Manoir de Pont-Couennec in Perros-Guirec, einer französischen Gemeinde im Département Côtes-d’Armor in der Region Bretagne, wurde Ende des 15. Jahrhunderts errichtet. Der Taubenturm steht als Teil des Manoir seit 1990 als Monument historique auf der Liste der Baudenkmäler in Frankreich.
Der runde Taubenturm aus Hausteinmauerwerk besitzt ein Dach, das aus dem gleichen Stein ausgeführt ist wie das Mauerwerk.